# Jamanaši (Jamanaši)
Jamanaši (japonsky:山梨市 Jamanaši-ši) je japonské město v prefektuře Jamanaši na ostrově Honšú. Žije zde přes 14 tisíc obyvatel. Ekonomika se orientuje na pěstování citrusových plodů.

## Partnerská města
- okres Siao-šan, Chang-čou, Čína (14. říjen 1993)

- Sioux City, Iowa, Spojené státy americké (6. listopad 2003)